# Gaudinia
Gaudinia is een geslacht uit de grassenfamilie (Poaceae).

## Soorten
Van het geslacht zijn de volgende soorten bekend: 
- Gaudinia affinis
- Gaudinia avenacea
- Gaudinia bicolor
- Gaudinia biebersteinii
- Gaudinia biloba
- Gaudinia castellana
- Gaudinia coarctata
- Gaudinia colorata
- Gaudinia conferta
- Gaudinia eriantha
- Gaudinia filiformis
- Gaudinia fragilis
- Gaudinia geminiflora
- Gaudinia gracilescens
- Gaudinia hispanica
- Gaudinia maroccana
- Gaudinia multiculmis
- Gaudinia neglecta
- Gaudinia orientalis
- Gaudinia pallida
- Gaudinia planiculmis
- Gaudinia pluriflora
- Gaudinia pubiglumis
- Gaudinia rigida
- Gaudinia stenostachya
- Gaudinia tenuis
- Gaudinia todaroi
- Gaudinia valdesii